# Mikołaj Nieczaj

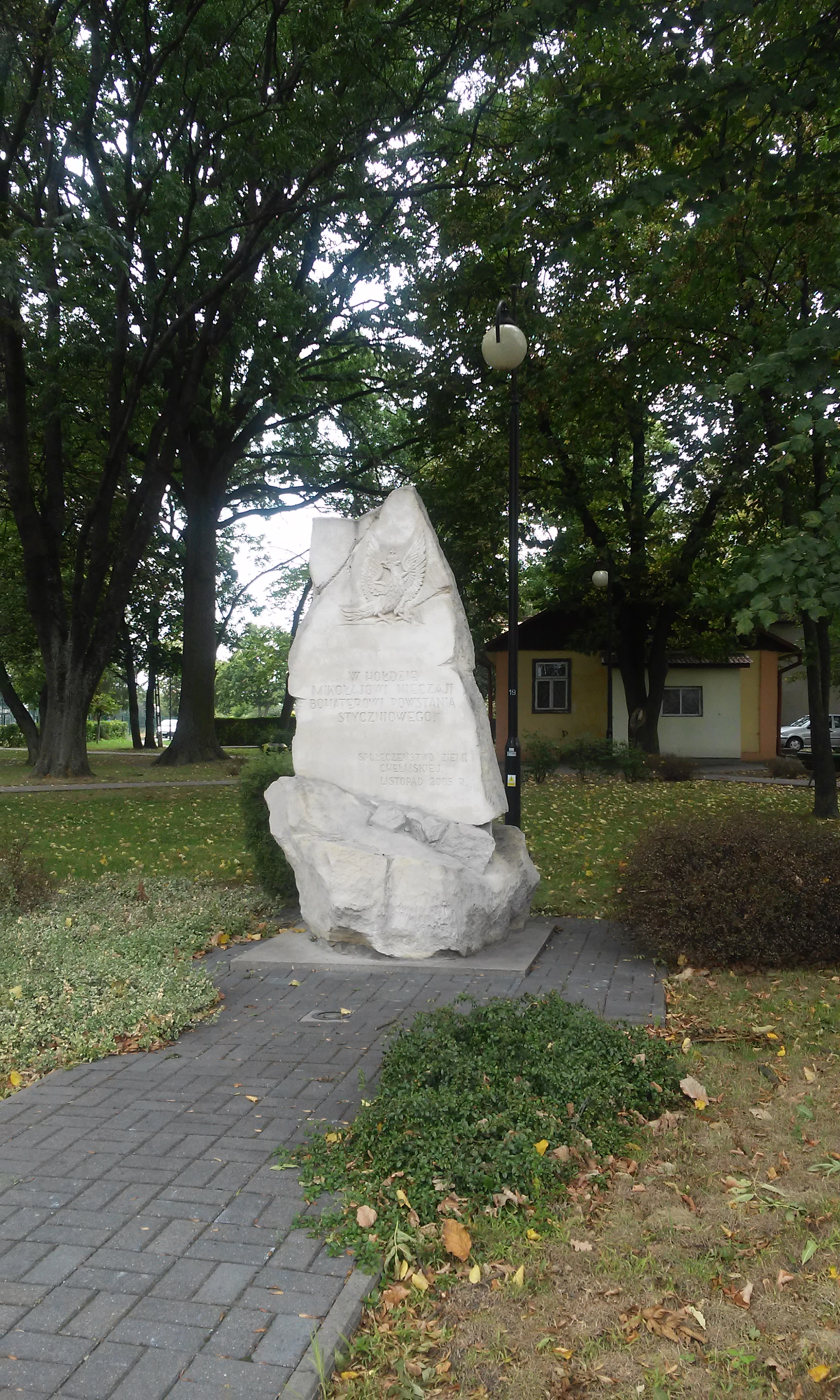
Pomnik Mikołaja Nieczaja w Dubience

Mikołaj Nieczaj (1818-1863) – lekarz pochodzący z Dubienki. Oficer powstania styczniowego, walczący o niepodległą Polskę. Dowódca silnego, 400 osobowego, oddziału powstańczego, działającego w okolicy Krasnegostawu. Skazany na śmierć, został rozstrzelany w Krasnymstawie 19 marca 1863 r. Miejsce egzekucji carskie wojsko rozjechało armatami,  aby  zatrzeć  wszelkie ślady śmierci tego bohatera narodu polskiego i ukraińskiego. 
Mikołaj Nieczaj został rozstrzelany przy obecnej ul. Rejowieckiej w Krasnymstawie, gdzie 100 lat po tym wydarzeniu mieszkańcy miasta ustawili kamień pamiątkowy, na którym widnieje napis: 
```
Tu dnia 19 III 1863 roku został rozstrzelany oficer Powstania Styczniowego, lekarz Mikołaj Nieczaj. W setną rocznicę śmierci bohatera społeczeństwo Miasta Krasnegostawu.
[
1
]
```